# Tusse
Tousin Michael Chiza, dit Tusse , est un chanteur congolais-suédois, né le 1er janvier 2002.
Chiza est né au Congo-Kinshasa en 2002. En 2007, alors qu'il avait cinq ans, sa famille a fui les violences. Il perd ses parents au cours de l'exil, qu'il croit morts, et se retrouve auprès de sa tante dans un camp de réfugiés en Ouganda.
Arrivé en Suède à l'age de sept ans en tant que réfugié, il a commencé à vivre avec une famille d'accueil dans le village de Kullsbjörken où il réside depuis 2015,. Il participe en tant que chanteur à l'émission de talents suédois Talang 2018 (sous le nom Tousin Chiza) qui a également été diffusée sur TV4 ; il atteint les demi-finales avant d'être éliminé. Tusse était un finaliste de Swedish Idol 2019, diffusé sur TV4, aux côtés de Freddie Liljegren et a finalement été déclaré vainqueur lors de la finale,.
Après avoir remporté Swedish Idol, il a sorti trois singles, dont deux chansons qu'il a interprétées au cours des émissions : une reprise de How Will I Know le 22 novembre 2019 en tant que candidat au Top 12 et, en tant que finaliste, sa version de la chanson gagnante, Rain, le 3 décembre 2019. À la suite de sa victoire, il a pu sortir son premier single. Son troisième single s'appelle Innan du går.
Tusse a participé au Melodifestivalen 2021 avec la chanson Voices. Il se qualifie directement pour la finale, prévue pour le 13 mars 2021 et a finalement gagné avec 175 points,. En conséquence, il représentera la Suède au Concours Eurovision de la chanson 2021 à Rotterdam, aux Pays-Bas. Sa désignation provoque une vague de commentaires xénophobes à un moment où, dans le pays, le débat politique est dominé par le thème de l’immigration.

## Discographie

### Singles
| How Will I Know                                                                 | 2019 | —  | Singles hors album |
| Rain                                                                            | 2019 | 63 | Singles hors album |
| Innan du går                                                                    | 2020 | —  | Singles hors album |
| Jag tror på sommaren                                                            | 2020 | —  | Singles hors album |
| Crash                                                                           | 2020 | —  | Singles hors album |
| Voices                                                                          | 2021 | 1  | Singles hors album |
| "—" indique un enregistrement qui n'a pas été classé ou qui n'a pas été publié. |      |    |                    |